# Halo 5: Guardians
Halo 5: Guardians ist ein Ego-Shooter und das zehnte Spiel in der Halo-Spieleserie. Es erschien weltweit am 27. Oktober 2015 für die Xbox One. Halo 5 ist das zweite Spiel der Halo-Trilogie Reclaimer Trilogy. Wie der Vorgänger Halo 4 wurde es von 343 Industries entwickelt. Die Spielhandlung startet kurz nach den Ereignissen in Halo 4. Erstmals seit Halo 2 ist neben dem Master Chief eine andere Hauptfigur spielbar namens Agent Locke. Auch die KI Cortana ist wieder ein Bestandteil des Spiels.
Die Arbeit an Halo 5 wurde auf der E3 2013 bekanntgegeben. Dabei wurde auch erwähnt, dass die Trilogie gegebenenfalls erweitert werden soll. Hauptautor des Spieles ist Brian Reed. Schon vor dem Erscheinen des Spieles konnte man eine Mehrspieler-Vorabversion testen in der Halo – The Master Chief Collection.

## Handlung
343 Industries setzt die eigene „Reclaimer Saga“ fort, die im Vorgänger ihren Anfang nahm (mit dem vierten Teil hatte das Studio die Entwicklung der Halo-Reihe von Bungie übernommen). Die Geschichte spielt im Jahr 2558, acht Monate nach den Ereignissen von Halo 4, und wird abwechselnd aus Sicht zweier Einsatzteams der UNSC erzählt: „Spartan-II Blau“ und „Spartan-IV Osiris“. Während Team Blau, angeführt vom Master Chief, die verlassene Forschungsstation Argent Moon sichern soll, wird Team Osiris unter der Führung von Jameson Locke auf den Planeten Kamchatka geschickt, um Informationen über angeblich bevorstehende Angriffe der Promethaner zu beschaffen. Der Masterchief erhält während des Einsatzes eine kryptische Nachricht von Cortana, die ihn nach Meridian führen soll, einer menschlichen Kolonie. Nachdem die Station zerstört wurde, verweigert Team Blau den Befehl, auf das Raumschiff Infinity zurückzukehren. Stattdessen folgen sie der Nachricht und machen sich auf den Weg nach Meridian, weswegen die Teammitglieder für fahnenflüchtig erklärt werden. Team Osiris wird damit beauftragt, Team Blau aufzuspüren und die Situation aufzuklären.

## Spielprinzip
Die Kernmerkmale der Halo-Reihe bleiben auch im fünften Teil erhalten. In dem Ego-Shooter schlüpft man in die motorisierte Rüstung eines „Spartaners“, bei dem die Spieler den größten Teil der Geschichte aus Sicht des spielbaren Charakters erleben. Für einige Zwischensequenzen und Gameplay-Szenen wechselt die Kamera in die Third-Person-Perspektive. Alte Waffen kehren neben neuen zurück, manchmal mit veränderter Mechanik. Weitere Neuerungen sind ein verbessertes Zielsystem, das dem Spieler nun ermöglicht, über die Waffe zu zielen wie in vielen modernen Shooter-Spielen. Generell wurde das Spiel dynamischer gestaltet; so gibt es zum Beispiel neue Funktionen im Nahkampf, dazu zählen: „Spartan Ansturm“ (man überrennt seinen Gegner), „Bodenstampfer“ (Angriff erfolgt von oben, indem man sich auf den Gegner stürzt) sowie „Meuchelattacke“. Diese Nahkampfangriffe werden in der dritten Person animiert und lösen kurzzeitig die Ego-Perspektive ab. Außerdem kämpft man zum ersten Mal in der Spielegeschichte ständig als Team bestehend aus vier Mitgliedern, wodurch die Möglichkeit besteht, verstorbene Team-Mitglieder wiederzubeleben. Halo 5 bietet sowohl eine Einzelspielerkampagne, als auch einen Mehrspieler-Modus.

### Einzelspieler
Die Kampagne folgt einem linearen Spieldesign und besteht aus 15 miteinander verbundenen Leveln. Dabei können vier Schwierigkeitsgrade ausgewählt werden. Dazwischen sind immer wieder (Zwischen-)Sequenzen zu sehen, die die Handlung voranbringen. Der Spieler übernimmt abwechselnd die Kontrolle über Team Blau und Team Osiris, steuert selbst aber nur einen der Charaktere. Die übrigen Figuren kontrolliert entweder die KI im Videospiel, oder weitere Mitspieler, die die laufende Partie per Multiplayer jederzeit betreten oder verlassen können.
Team Blau wird vom Master Chief angeführt, die weiteren Mitglieder sind Linda (Scharfschütze), Kelly (Kundschafter) und Fred (Nahkampfspezialist). Die Leitung von Team Osiris hat Jameson Locke inne, dazu gehören noch Holly Tanaka (Mechaniker), Vale (Pilot und Übersetzer) sowie Edward Buck (Trooper). Falls die KI die Figuren steuert, kann man ihnen Befehle erteilen, um etwa bestimmte Gegner gezielt anzugreifen. Neben Schusswaffen stehen auch immer wieder Fahrzeuge und Geschütztürme zur Verfügung. Während der Missionen besteht ebenfalls die Möglichkeit, optionale Aufgaben und Gegenstände zu finden.

### Mehrspieler
Halo 5 bietet klassische Mehrspieler-Modi wie Arenenkämpfe, Capture-the-flag und (Team-)Deathmatch. Neu eingeführt wurde der Modus „Kriegsgebiet“ (engl.: Warzone). Dort bekämpfen sich bis zu 24 Spieler in zwei Teams gegenseitig, allerdings zusätzlich mit KI-Gegnern, die vom Spiel gesteuert werden und dadurch eine dritte Partei darstellen. In diesem Modus kann sich jeder Spieler nach Belieben ausrüsten, sofern er die Mittel dazu hat, denn Waffen/Ausrüstung/Fahrzeuge werden in Paketen (Bronze/Silber/Gold) gezogen. Die dazugehörigen Punkte (Req Points) zum Einlösen verdient man sich durch Abschließen von Spielen. 1250 kostet ein Bronzepaket, 5000 ein Silberpaket und 10000 ein Goldpaket. Durchschnittlich bekommt der Spieler pro Spiel 1800 Req Points. Zusätzlich wird dem Spieler angeboten, Silber- und Goldpakete mit Echtgeld zu kaufen.
Es sind mehrere Waffen und verschiedene Varianten dieser Waffen verfügbar, die wie Sammelkarten gezogen werden. Einiges ist dauerhaft verfügbar, anderes nur einmal. Zudem hat der Entwickler im Nachhinein durch Updates viele Waffen aus Vorgängerteilen mit eingeführt. Somit gibt es zum Beispiel aus Halo 1 die Combat Evolved Pistole und aus Halo 2 das Kampfgewehr sowie den Hammer von Tartarus.
Eine abgewandelte Variante von Kriegsgebiet ist „Kriegsgebiet Feuergefecht“, bei dem acht Spieler nur gegen KI-Gegner kämpfen und fünf Runden mit ansteigender Schwierigkeit überstehen müssen.

## Rezeption
Halo 5 bekam vorwiegend gute Kritiken. Laut Wertungsaggregator Metacritic erreicht das Spiel für Windows 84 von 100 Punkten, aufbauend auf 101 Kritiken. Aus 3710 Nutzerbewertungen ergibt sich mit 6,4 aus 10 Punkten ein niedrigerer Stand. Der Titel belegt im Erscheinungsjahr den ersten Platz der „Most Discussed Xbox One Game“ (September 2023). Im Katalog von MobyGames hat der Titel einen „Moby Score“ von 8. Basierend auf 24 Kritikermeinungen ergibt sich eine durchschnittliche Bewertung von 82 % (September 2023). Der Ego-Shooter könne technisch und spielerisch überzeugen, insbesondere im Multiplayer. Die Geschichte stößt zum Teil auf Kritik.
Im Kern sei Halo 5 „mehr Fan-orientierte Evolution denn mutiger Neuanfang“, urteilt Thorsten Küchler für M! Games. Trotzdem biete der Titel dank gelungener Neuerungen und hervorragender Technik ein „spaßige Kampagne“ mit „gewohnt grandiose[r] Mehrspieler-Komponente.“ Auch der Sound gebe kaum Grund zur Klage, etwa dank „epischer Orchester-Känge“ und „professioneller Sprecher“. Dennoch hätte die „Kampagne in Sachen Story und Missionsdesign etwas mehr Pep“ vertragen können.
Die GamePro bewertet das Spiel mit 91 % und meint im Fazit: „Halo 5 ist ein erstklassiger Sci-Fi-Shooter mit toller Kampagne und abwechslungsreichen Mehrspielermodi“.
Ähnlich positiv äußert sich Brain Albert bei IGN und vergibt 9 von 10 Punkten. Nach nun gut 14 Jahren habe sich Halo „noch nie so gut angefühlt“. Ein aktualisiertes Arsenal und die „großartigen“, neuen Bewegungsmechaniken modernisierten das Spiel, ohne dabei das „klassische“ Spielgefühl der Reihe zu verlieren. Die Geschichte habe ihre Schwächen und Logiklöcher, trotzdem biete der Titel jede Menge Spaß, insbesondere im Multiplayer.
Etwas kritischer urteilt Chris Carter bei Destructoid mit 7 Punkten. Halo 5 sei immer noch eine „fantastische und gut geölte Maschine“, die flache Geschichte und die Veränderung von Spielmechaniken, die die Reihe in „erster Linie so einzigartig machten“, hätten aber zum Verlust wichtiger Spielelemente geführt. Der „solide“ Titel habe aber definitiv sein Publikum.

## Merchandising

### Soundtrack
Der gleichnamige Soundtrack zum Spiel wurde von Kazuma Jinnouchi komponiert. Er erschien Anfang November 2015 und wurde von 343 Industries hergestellt, den Vertrieb übernimmt Rough Trade. Schon vor dem Erscheinen konnte man eine Zeit lang den kompletten Soundtrack kostenlos auf SoundCloud anhören.

### Hörspielserie
Schon vor dem Erscheinen des Spiels erschien auf Englisch im März 2015 eine Hörspielserie mit dem Titel Hunt the Truth. Gesprochen wird diese von Keegan-Michael Key, der einen fiktiven Journalisten namens Benjamin Giraud mimt.

### Editionen
Das Spiel wird in verschiedenen Editionen angeboten. So erschien neben der normalen Edition auch eine Limited Edition mit exklusiven Inhalten, eine Xbox-One-Variante im Spartan-Locke-Look sowie zwei verschiedenen Wireless-Controllern. Ebenfalls erschien eine Collectors Edition, welche dieselben Vorzüge wie die „Limited Edition“ bietet, aber zusätzlich noch eine Figur von „Spartan Locke“ und dem „Master Chief“ enthält.

### Art Book
Ein offizielles Art Book mit dem Titel The Art of Halo 5: Guardians erschien von Sparth und Frank O’Connor im Jahr 2015 bei Pocket Books.

### Verfilmung
Im Mai 2013 gab 343 Industries bekannt, dass eine Live-Action-Fernsehserie zu Halo mit Steven Spielberg als Executive Producer in Arbeit ist; Neill Blomkamp wird Regie führen. Die Serie sollte im Herbst 2015 bei Showtime Premiere, pünktlich zur Veröffentlichung von Halo 5: Guardians, haben. Im August 2015 verschob man die Veröffentlichung allerdings auf unbekannt.
Ein Animationsfilm mit dem Titel Halo: The Fall of Reach erschien im Dezember 2015 auf DVD und Blu-Ray. Angelehnt an den Roman Halo: Die Schlacht um Reach von Eric Nylund ist der Film ein Prequel und erzählt das Leben des Master Chiefs vor den Ereignissen vor Halo: Kampf um die Zukunft.